# Нежинское (Кролевецкий район)
Нежинское (укр. Ніжинське) — село, Реутинский сельский совет, Кролевецкий район, Сумская область, Украина.
Код КОАТУУ — 5922687205. Население по переписи 2001 года составляло 8 человек .

## Географическое положение
Село Нежинское находится на расстоянии в 3,5 км от правого берега реки Реть. На расстоянии около 1 км расположены сёла Сажалки и Артюхово. Рядом проходит железная дорога, станция Реть в 2-х км.